# Вариант «Зомби»
Вариа́нт «Зо́мби» — советский детективный фильм 1985 года режиссёра Евгения Егорова, снятый на антифашистскую тему.

## Сюжет
Действие происходит в середине 1980-х годов. В вымышленной африканской стране Лемурия действует группа неофашистов во главе с ультраправым фанатиком доктором Стэннардом (Валерий Ивченко). Быстрыми темпами изготовляется небывало мощное психотронное оружие, проводятся секретные опыты над людьми. Преступную организацию заинтересовали психоневрологические разработки профессора Лесникова (Аристарх Ливанов). Советского учёного похищают на международном симпозиуме и доставляют на африканскую базу неофашистов.
Стэннард вознамерился либо завербовать Лесникова, либо не отпускать его живым. Поэтому он вполне откровенен с пленником. Лесников узнаёт о скором создании психотронной установки «Сивилла», обладающей тотальным зомбирующим действием. Экспериментальные модели уже разработаны. Силовик Стэннарда полковник Роджерс (Альгирдас Паулавичюc) демонстрирует их в действии. Лесников становится свидетелем кровавых бесчинств и ритуальных убийств.
Усыпив бдительность охраны, Лесников пытается бежать, но попытку пресекает вошедшая к нему в доверие Лючия Джинелли (Ирэна Дубровская) — оперативный агент Стэннарда. Лесникова собираются расстрелять, однако в последний момент предпочитают сделать «ещё хуже для него» — блокируют память о последних днях и доставляют обратно на место похищения. Лесников обречён на бесплодные и болезненные попытки вспомнить о пережитом ужасе, об опасности для человечества — без возможности что-либо предпринять.
Однако Лесникову и его друзьям удаётся получить шифр памяти. Ситуация становится достоянием гласности, план Стэннарда разоблачён. Но «Сивилла» уже готова к действию. Стэннард отдаёт приказ включить психотронное излучение. Лишь меткий артиллерийский залп африканских повстанцев уничтожает античеловеческое оружие вместе с его создателями. Тем временем в Европе взяты под стражу оставшиеся в живых сообщники Стэннарда, в том числе зомбированная Джинелли.

## Идейно-художественная концепция
Наиболее активная демонстрация фильма пришлась на вторую половину 1987 года. Советская кинокритика встретила картину прохладно (среди оценок встречалась даже «постыдно слабая»). Однако критики недооценивали концептуальный замысел, который делает «Вариант „Зомби“» заметным явлением перестроечной кинематографии.
Важный эпизод фильма — разговор захваченного Лесникова со Стэннардом. Гражданин СССР выступает как адепт гуманизма и демократии. Неофашист-ницшеанец проповедует идею «создания нового человека». Сама терминология Стэннарда: «Мы создаём здесь человека будущего» — перекликалась в этом отношении с программой КПСС (хотя параметры «нового человека», разумеется, не совпадали).
В словах Стэннарда звучит острая неприязнь к западной демократии, к её гуманистическим комплексам, идущим от христианства, Возрождения и Просвещения.

Лесников: А как же ваш свободный западный мир?

Стэннард: Он ещё недостаточно свободен. Что, не ожидали?

Лесников спрашивает о «хозяевах из военно-промышленного комплекса». Стэннард отвечает: «Скоро придёт час, когда мы сметём тех, кто сейчас, не думая о будущем, швыряет нам миллионы».
Позиция Стэннарда коррелирует с идеологией ВАКЛ. Если же учесть технократические акценты, возникают ассоциации с французским фашистом Эженом Делонклем — безотносительно к соображениям сценариста и режиссёра. Позиция Лесникова основана на горбачёвском новом мышлении, совместном противостоянии СССР и Запада глобальной угрозе экстремизма.
Характерен также эпизод с интервью Стэннарда после разоблачений. Фраза неофашиста: «Гласность должна иметь пределы» — отсылала к консервативным кругам номенклатуры и агитпропа, выступавшим именно с такой установкой.

## Прототип «Лемурии»
Приблизительным аналогом вымышленной «Лемурии», которая находится «у берегов Южной Африки» — неофашистским плацдармом, где реализовывалась ультраправая общественная модель — являлась Южно-Африканская Республика эпохи апартеида.

## В ролях
- Аристарх Ливанов — Сергей Сергеевич Лесников, профессор психоневрологии
- Юрий Гусев — Павел Ефимович Демин
- Валерий Ивченко — Стэннард
- Ирэна Дубровская (в титрах Ирэна Кокрятская) — Лючия Джинелли, она же Катрин Люсье (озвучила Ирина Купченко)
- Ромуальдас Раманаускас — Курт Хорнеман, журналист (озвучил Сергей Малишевский)
- Валентинас Масальскис — Джеймс Дэвидсон, психолог, сотрудник Стэннарда (озвучил Сергей Шакуров)
- Валерий Бабятинский — профессор Дитц
- Арнис Лицитис — Жак Лемонье, владелец яхты из Лемурии (озвучил Алексей Сафонов)
- Аго-Эндрик Керге — Кюйтис
- Виктор Ланберг — Тормис (озвучил Сергей Мартынов)
- Михаил Ножкин — лейтенант Иван Трофимович Сырцов
- Дмитрий Матвеев — Николаев
- Олег Измайлов — Беннет, английский психолог
- Альгирдас Паулавичюc — полковник Роджерс, помощник Стэннарда (озвучил Олег Борисов)
- Рейн Коткас — телекомментатор (озвучил Станислав Захаров)
- Илья Тюрин — Лесников в детстве
- Латиф Айола Акбойе — пленный повстанец

## Съёмочная группа
- Режиссёр: Евгений Егоров
- Сценаристы: Вячеслав Наумов, Евгений Егоров
- Операторы: Михаил Демуров, Виктор Эпштейн
- Художник: Ирина Калашникова
- Композитор: Николай Сидельников
- Текст и исполнение песен: Михаил Ножкин
- Звукорежиссёр: Владимир Курганский